# S-250
S-250, é um foguete de sondagem de origem japonesa, desenvolvido no final da década de 60, era uma versão com um maior
diâmetro do modelo S-210.

## Características
O S-250, era um foguete de apenas um estágio, movido a combustível sólido, com as seguintes características:
- Altura: 5 m
- Diâmetro: 25 cm
- Massa total: 200 kg
- Carga útil:
- Apogeu: 40 km
- Estreia: 26 de janeiro de 1966
- Último: 8 de janeiro de 1969
- Lançamentos: 2